# Elektrane i elektroenergetske mreže
Elektrane su postrojenja u kojima se obavlja pretvorba nekog oblika energije u električnu energiju(nuklearna, kemijska, unutrašnja kalorička, kinetička i potencijalna) ili energija Sunčeva zračenja preobražuju u električnu energiju. Primarne oblike energije možemo podijeliti na klasične (konvencionalne) i alternativne (nekonvencionalne). Klasični oblici energije su unutarnja energija (nafta, ugljen, plin), potencijalna energija (vodne snage) te nuklearna energija (nuklearna fisija). Među alternativne izvore energija spadaju unutarnja energija (bioplin, biomasa, uljni škriljevci), potencijalna energija (plima i oseka, valovi), kinetička energija (vjetar), toplinska energija (suhe stijene u Zemljinoj kori, more, vrući izvori), nuklearna energija (fuzija lakih atoma), te zračenje (Sunce). Osnovna značajka svake elektrane je njezinana instalirana električna snaga koja se dobije kao aritmetički zbroj naznačenih prividnih snaga s natpisnih pločica generatora u (MVA) ili nazivnih snaga primarnih pogonskih strojeva u (MW). Instalirana snaga je istovremeno i nazivna snaga elektrane.
Elektrana je dakle postrojenje za proizvodnju većih količina električne energije pretvorbom kojega drugog oblika energije. Prema ulozi u elektroenergetskome sustavu općenito se razlikuju temeljne i vršne elektrane. Temeljna elektrana je ona elektrana koja je po pogonskim svojstvima prilagođena stalnome opterećenju, a vršna elektrana ona koja može, s obzirom na pogonska svojstva i veličinu, preuzeti dio vršnog opterećenja.  Prva elektrana u svijetu ušla je u pogon 1882. u New Yorku sa šest električnih generatora istosmjerne struje ukupne snage oko 500 kW. Najveća hidroelektrana na svijetu, s instaliranom snagom od 22 500 MW, izgrađena je u sklopu projekta Tri klanca na rijeci Yangtze u Kini. Od ukupne svjetske godišnje proizvodnje električne energije, koja je 1997. iznosila 13 340,2 TWh, najveći je dio (62,3%) bio proizveden u termoelektranama na fosilna goriva. Nuklearne su elektrane proizvele 17,0%, hidroelektrane 19,3%, a sve ostale 1,4% električne energije.

## Podjela
Prema energetskom izvoru ili energiji koja se u elektrani pretvara u električnu energiju, razlikuju se:
- termoelektrane (parna, plinska ili plinsko-parna) (u koju se mogu ubrojiti i nuklearne elektrane i geotermalne elektrane);
- hidroelektrane (akumulacijske, protočne ili reverzibilne) (u koju se mogu ubrojiti i elektrane na plimu i oseku i elektrane na valove;
- vjetroelektrane (kopnene, priobalne, plutajuće,visinske);
- solarne elektrane (solarne termalne elektrane, fotonaponske elektrane).

### Termoelektrane
Termoelektrane (TE) su postrojenja u kojima se proizvodi toplinska energija i električna energija. Termoelektrana prema pogonskom stroju može biti turbinska (parna, plinska, plinsko-parna) ili s motorima s unutarnjim izgaranjem (Dieselov, plinski, benzinski motor).

#### Parne termoelektrane
U parnoj termoelektrani najčešći su izvor energije fosilna goriva, ali to mogu biti i nuklearno gorivo, topli izvori (geotermalna energija) i Sunce. Fosilna goriva (ugljen, teška ulja, prirodni plin) izgaraju i zagrijavaju kotao s vodom (generator pare). Voda se zagrijavanjem isparava, pregrijana para visokoga tlaka odvodi se u parnu turbinu, a ona pokreće generator u kojem se mehanička energija pretvara u električnu.
Osnovna proizvodna jedinica elektroprivrede u suvremenim termoelektranama je blok. Blok se sastoji od jednog postrojenja za proizvodnju pare, jedne kondenzacijske turbine, električnog generatora i transformatorskog postrojenja. Princip rada jedne termoelektrane je sljedeći: u ložištu parnog kotla izgara gorivo. Toplina plinova izgaranja zagrijava vodu u parogeneratoru i voda se isparava. Pregrijana para odgovarajuće temperature i tlaka odlazi u parnu turbinu. U parnoj se turbini toplinska energija pretvara u kinetičku energiju, a u rotoru pretvorba kinetičke energije u mehanički rad. Preko vratila mehanički rad prenosi se na rotor električnog generatora, gdje se mehanički rad pretvara u električnu energiju.

#### Termoelektrane toplane
Toplana je termoelektrana koja služi za istodobnu proizvodnju električne energije i vodene pare za obližnje potrošače toplinske energije (za grijanje zgrada i za tehnološke industrijske procese). Za te se namjene u parnoj termoelektrani uzima vodena para koja je djelomično ekspandirala u turbini, a u plinskoj termoelektrani za zagrijavanje vode služe vrući izlazni plinovi nakon ekspanzije u turbini. Ako se topli izvori iskorištavaju kao izvor energije, para koja izbija na površinu najčešće se izravno odvodi u parnu turbinu. U korištenju energije prednost imaju potrošači topline, a električna energija je dodatna. Priprema goriva, zraka i vode, te odvođenje otpadnih tvari isti su kao i u termoelektrani.

#### Plinske elektrane
Plinska elektrana je jednostavnije postrojenje od parne termoelektrane. U plinskoj termoelektrani može se kao gorivo upotrijebiti plin (prirodni plin, plin iz visokih peći i slično) ili lakša ulja. Gorivo izgara u posebnim komorama u koje se dovodi i komprimirani zrak, pa smjesa zraka i plinova nakon izgaranja pogoni plinsku turbinu, koja okreće i kompresor i generator. Plinske elektrane u odnosu na parne imaju znatno manje vrijeme potrebno za pokretanje iz hladnog stanja, dimenzije dijelova postrojenja su manje, nisu potrebni uređaji za pripremanje vode, mogućnost brzog uključivanja, zaustavljanja i naglih promjena opterećenja.

#### Plinsko-parna termoelektrane
Plinsko-parna termoelektrana s kombiniranim plinskoturbinskim i parnoturbinskim procesom ima veći stupanj djelovanja i od plinskih i od parnih elektrana. Toplina plinova iz plinske turbine predaje se vodi u nadodanome parnoturbinskom postrojenju, u generatoru pare, koji može imati i vlastito loženje. Grade se i posebne komore za izgaranje, odn. ložišta pod tlakom, u koje je ugrađen i generator pare, a napojna se voda zagrijava otpadnom toplinom iz plinske turbine. Zbog zahtjeva za vrlo čistim plinom, koji prolazi kroz turbinu, pretežno se upotrebljavaju tekuća i plinovita goriva. Ugljen se također rabi, ali se prije izgaranja rasplinjava i čisti u posebnim postrojenjima ili izgara u komori pod tlakom, a vrući se plinovi prije ulaska u turbinu filtriraju. Tehnološki zahtjevi za čistim gorivom i manje potrebe za rashladnom vodom čine termoelektrane s kombiniranim procesom i s ekološkoga gledišta prihvatljivima.

#### Diesel elektrane
Diesel elektrane su postrojenja kao pomoćne elektrane, rezervni izvori energije u urbanim sredinama (bolnice, robne kuće), stalni izvori energije na brodovima, naftnim platformama. Najvažniji dio opreme Diesel elektrane je Dieselov motor. Puštanje u rad Dieselovog motora osigurava se komprimiranim zrakom iz boce i dotokom goriva iz dnevnog spremnika za naftu. Izmjenjivačima topline osigurava se hlađenje motora. Voda iz izmjenjivača topline vodi de u rashladni toranj gdje se hladi i vraća u proces. Rad elektrane se zasniva na pretvorbi mehaničkog rada koji stvara Dieselov motor u električnu energiju.

#### Nuklearne elektrane
Nuklearna elektrana razlikuje se od termoelektrane na fosilna goriva u primarnom postrojenju, u koje ulaze nuklearni reaktor, dijelovi primarnoga kruga ovisni o vrsti reaktora i pomoćni sustavi. Toplinom iz nuklearnoga reaktora zagrijava se i isparava voda u parogeneratoru, a nastala vodena para pokreće parnu turbinu i električni generator. Termodinamički proces isti je kao u klasičnoj parnoj elektrani, za razliku što ulogu parnog kotla preuzima reaktor s izmjenjivačem topline ili bez njega. U nuklearni reaktor se unosi nuklearno gorivo i rashladno sredstvo. Nuklearnom fisijom nuklearnoga goriva u reaktoru se oslobađa velika količina topline. Paru za pogon parne turbine moguće je proizvesti izravno u reaktoru, ili u izmjenjivaču topline. Proizvedena para odvodi se u turbinu, a pretvorba toplinske energije u električnu odvija se na isti način kao i kod klasične termoelektrane na fosilna goriva.

#### Geotermalne elektrane
Geotermalna elektrana je kao svaka druga elektrana, osim što se vodena para ne proizvodi izgaranjem fosilnih ili drugih goriva, već se crpi iz Zemlje. Daljnji je postupak s parom isti kao kod konvencionalne elektrane: para se dovodi do parne turbine, koja pokreće rotor električnog generatora. Nakon turbine para odlazi u kondenzator, kondenzira se, da bi se tako dobivena voda vratila natrag u geotermalni izvor. Pod pojmom geotermalna energija smatramo onu energiju koja se može pridobiti iz Zemljine unutrašnjosti i koristiti u energetske ili neke druge svrhe.

### Hidroelektrane
U hidroelektrani se potencijalna energija vode u vodnoj turbini pretvara u kinetičku energiju, a zatim se ona, vrtnjom hidrogeneratora, pretvara u električnu energiju. Glavni su dijelovi hidroelektrane: brana, zahvat, dovod, vodna komora, tlačni cjevovod, strojarnica, odvod i rasklopno postrojenje. Svrha je brane da povisi razinu vode kako bi se postigao veći pad ili kako bi se uz povećanje pada ostvarila i akumulacija vode i povećali protoci za suše. Zahvat je uređaj koji vodu usmjerava prema dovodu, a izvodi se kao kanal ili kao tunel, što ovisi o konfiguraciji terena. Na kraju dovoda vodna komora preuzima oscilacije razine vode što nastaju zbog promjena dotoka vode turbinama. Vodna komora i turbine spojene su čeličnim tlačnim cjevovodom, koji za male padove može biti i armiranobetonski. U strojarnici su smještene turbine, generatori i uređaji za upravljanje, zaštitu i pogonski nadzor. U malim elektranama u strojarnici se nalazi i rasklopno postrojenje, jer su tada i električni vodovi, kojima je elektrana spojena s mrežom, nižega napona. Pošto voda preda svoju potencijalnu energiju turbinama, odvodi se u korito vodotoka.
Prema smještaju strojarnice u odnosu na branu, razlikuju se derivacijska i pribranska hidroelektrana. Derivacijska hidroelektrana gradi se u brdovitim predjelima ili u ravnici kad se samo gradnjom brane, a zbog nepovoljnih topografskih uvjeta ne ostvaruje dovoljan pad. Tada se voda dovodi hidroelektrani tunelom ili umjetnim kanalom.
Gdjekad, kada je to ekonomski povoljnije, gradi se podzemna strojarnica. U pribranskoj hidroelektrani strojarnica se nalazi izravno uz branu, a često je i njezin dio, pa je u brani ugrađen zahvat, tlačni cjevovod i odvod. Akumulacija uzvodno od brane preuzima ulogu vodne komore. S obzirom na način iskorištavanja vode, razlikuju se protočna i akumulacijska hidroelektrana. Protočna je ona u kojoj se voda iskorištava onako kako dotječe, pa svako odstupanje od takva načina rada uzrokuje preljev vode.
U akumulacijskoj hidroelektrani voda se za kišnih razdoblja, ili za manje potrošnje, akumulira kako bi se iskoristila u pogodnome času (akumulacijsko jezero). Crpno-akumulacijska hidroelektrana za proizvodnju električne energije upotrebljava vodu koja se crpljenjem iz riječnoga korita ili jezera akumulira u akumulacijskome bazenu, smještenu na višoj nadmorskoj razini. Za crpljenje vode iskorištava se višak električne energije tijekom noći ili za kišnih razdoblja.

#### Elektrane na plimu i oseku
Među hidroelektrane može se ubrojiti i elektrana koja za pogon generatora iskorištava potencijalnu energiju na temelju plime i oseke (morske mijene). Da bi se to ostvarilo, pregrađuje se manji zaljev kako bi za plime morska voda strujala kroz turbine i punila zaljev, koji bi se, također kroz turbine, praznio za oseke. To je moguće tehnički ostvariti samo ondje gdje razlika između plime i oseke iznosi nekoliko metara.

#### Elektrane na valove
Elektrane na valove su elektrane koje koriste energiju valova za proizvodnju električne energije. Energija valova je obnovljivi izvor energije. To je energija uzrokovana najvećim dijelom djelovanjem vjetra o površinu oceana. Snaga valova se razlikuje od dnevnih mijena plime/oseke i stalnih cirkularnih oceanskih struja.  Za korištenje energije valova moramo odabrati položaj na kojoj su valovi dovoljno česti i dovoljne snage. Energija vala naglo opada s dubinom vala, te tako u dubini od 50 metara iznosi svega 2 % od energije neposredno ispod površine. Snaga valova procjenjuje se na 2x109 kW, čemu odgovara snaga od 10 kW na 1 m valjne linije. Ta snaga se mijenja ovisno o zemljopisnom položaju, od 3 kW/m na Mediteranu do 90 kW/m na Sjevernom Atlantiku. Ona tijekom vremena se mijenja (više i većih valova ima u zimskom periodu) i ima slučajno obilježje.

### Vjetroelektrane
U vjetroelektrani ili vjetrenoj elektrani kinetička energija vjetra pretvara se s pomoću vjetrene turbine i generatora (vjetroagregat) u električnu energiju. Isplativo iskorištavanje te energije otežano je zbog nepredvidljivosti vjetra, naglih promjena njegove brzine i kratkoga vremena iskorištavanja maksimalne snage elektrane. Gustoća snage energetskoga postrojenja iznosi od 100 do 700 W/m² kruga koji opisuju vrhovi lopatica rotora i bitno ovisi o brzini vjetra. Radi postizanja što veće snage, grade se lopatice promjera i do 90 metara, no manja su postrojenja isplativija. Za pretvorbu kinetičke energije vjetra u mehaničku služe vjetroturbine koje se postavljaju na stupove. Visina stupa ovisi o promjeru rotora turbine i potrebne instalirane snage. Brzohodne zračne turbine imaju dvije lopatice, a sporohodne do dvanaest i više lopatica. Vjetroturbine s obzirom na smjer vjetra i okretanje vjetroturbinskog sustava u odnosu prema smjeru vjetra mogu biti okomite (vodoravno vratilo) na smjer vjetra ili u smjeru vjetra (okomito vratilo). Vodoravne vjetroturbine se prave s više lopatica, koje se postavljaju uz vjetar ili niz vjetar u odnosu prema prijenosnom i generatorskom mehanizmu. Vjetroturbine s okomitim vratilom ne zahtijevaju posebne konstrukcije nosača ni kontrolu njihova položaja. Većina dijelova koji se povremeno moraju servisirati smještena je na razini bliskoj zemlji.

### Sunčane ili solarne termoelektrana
Sunčana ili solarna termoelektrana pretvara Sunčevu toplinsku energiju u mehanički rad. Radi postizanja što viših temperatura pogonskoga medija (obično vode), a time i višega stupnja djelovanja procesa, Sunčevo se zračenje reflektorima (paraboličnim ili cilindričnim zrcalima) usredotočuje na apsorber s pogonskim medijem, a nastala vodena para pokreće generator preko nekoga toplinskog stroja. Regulacijski mehanizmi pritom stalno namještaju reflektore prema položaju Sunca. Pri gustoći Sunčeva zračenja od 0,8 kW/m², za snagu postrojenja od 1 kW potrebna je površina reflektora od 6 do 8 m². Iskorištavanje energije Sunca jedno je od područja istraživanja koja su, osobito posljednjih godina, prisutna u svijetu znanosti, tehnologije i primjene. Sunčeva energija skuplja se uređajima koji se zovu fotonaponske ploče ili kolektori. U njima se ona pretvara u toplinsku (sunčev toplovodni kolektor) i električnu energiju (fotonaponski sustavi).

#### Solarne termalne elektrane
Solarne termalne elektrane su izvori električne struje dobivene pretvorbom Sunčeve energije u toplinsku tako što zagrijavamo tekućinu ili krutinu, a zatim taj proizvod iskoristimo u kružnom procesu (najčešće se koristi Rankineov ciklus) za stvaranje električne energije. S obzirom na to da nemaju štetnih proizvoda prilikom proizvodnje električne energije, a imaju razmjernu dobru iskoristivost (20-40 %), proriče im se svjetla budućnost. Kako je količina energija koja pada na površinu izuzetno velika, izgradnjom takvih elektrana na sunčanim područjima (na primjer Sahara) mogao bi se energijom opskrbljivati veliki dio potrošača, barem dok ne uzmemo gospodarstvo u obzir. Ipak, čak i kao manji energetski sustav mogu postati vrlo bitan faktor (na primjer na otocima). Napredak ove tehnologije ovisi i o samom Rankineovom kružnom procesu.

#### Fotonaponske elektrane
Fotonaponska elektrana ili Sunčana (solarna) elektrana s fotoelementima pretvara Sunčevo zračenje izravno u električnu energiju. Elektrana se sastoji od mnoštva fotoelemenata, u kojima se unutarnjim fotoelektričnim učinkom razdvajaju električni naboji u poluvodičima, a kao posljedica nastaje razlika električnog potencijalâ. Već prema građi fotoelemenata i jakosti Sunčeva zračenja, električni napon u praznom hodu iznosi 0,5 do 0,9 V, a serijskim i paralelnim spajanjem fotoelemenata postižu se željeni nazivni napon i električna struja. Troškovi ulaganja takvih elektrana razmjerno su veliki, a za proizvodnju fotoelemenata potrebne su znatne količine električne energije.

### Bioelektrane
Bioelektrana je elektrana koja koristi energiju biomase za dobivanje električne energije, a često i toplinske energije za grijanje (kogeneracija). Proizvodnja električne energije iz biomase je slična kao i za fosilna goriva - u termoelektranama; najprije pretvaranje u toplinsku energiju nosilaca (vodena para kod parnih turbina, prirodni plin kod plinskih turbina), pretvaranje u mehaničku, a potom u električnu energiju. Radi povećanja stupnja djelovanja koristi se kogeneracija – istovremena proizvodnja toplinske i električne energije, pri čemu je potreban potrošač topline.
Male kogeneracijske elektrane su višenamjenski objekti, koji iz fosilnih goriva i biomase postupkom kogeneracije proizvode električnu i toplinsku energiju, a u određenim slučajevima proizvodi se i hladna voda za potrebe hlađenja. Goriva za pogon malih kogeneracijskih elektrana su plinovita, tekuća i kruta. Odgovarajuće toplinske snage ovise o vrsti energetskog agregata i kreću se u rasponu od 20 do 20 000 kW.

### Elektrana s gorivnim člancima
Elektrana s gorivnim člancima, kakva je pokusno sagrađena 1985. u Japanu, temelji se na izravnoj pretvorbi kemijske energije u električnu u gorivnim člancima. Međutim, zbog kratka vijeka, velikih troškova ulaganja i troškova održavanja, a naročito zbog velike mase po jedinici snage, te elektrane još nisu spremne za tržišnu proizvodnju električne energije.

#### Vodikova ekonomija
Vodikova ekonomija ili ekonomija vodika je ideja promjene svjetske ekonomije energije ovisne o nafti u onu temeljenu na vodiku. Kada se govori o vodikovoj ekonomiji, u prvom redu se misli na ekološki prihvatljivu proizvodnju vodika u velikim količinama i primjenu u dva velika područja: prijevozu i energetici. Glavni razlog je zagađenje koje izazivaju automobili s pogonom na fosilna goriva (ugljikovodike). Samo u SAD 2001., emisija iz motornih vozila bila je veća od 500 milijuna tona ekvivalentnog ugljika. Prije skoro 50 godina u znanstvenoj i tehničkoj literaturi najavljena je uporaba vodika kao primarnog energetskog izvora u prijevozu i elektroenergetici. Kasnih 1960-tih godina, u NASA Apollo programu upotrijebljena je gorivi članak na vodik kao energetski izvor. U 2003. predsjednik SAD-a Bush i predsjednik EU Prodi potvrdili su viziju vodikove ekonomije. Američko ministarstvo za energiju inicirao je uporabu vodikova goriva, prema kojoj bi vodikova era započela 2024.

## Elektrane u Hrvatskoj
U Hrvatskoj su se potkraj 19. stoljeća, obično u industrijskim postrojenjima, ugrađivali manji električni generatori, većinom za napajanje lokalne rasvjete. Tako je, među prvima, za potrebe rasvjete u industriji izgrađena 1884. hidroelektrana na Mrežnici u Dugoj Resi. U Rijeci je 1892. izgrađena javna elektrana s tri generatora izmjenične jednofazne struje prividne snage po 120 kVA, koji su pokretani parnim strojevima snage po 89,5 kW. Elektrana je napajala energijom željezničku postaju, luku i silos. Ta se elektrana smatra prvom koja je radila za šire energetske potrebe. Za potrebe grada Šibenika završena je 1895. prva javna hidroelektrana u nas, na Skradinskome buku rijeke Krke (HE Jaruga). Vodna turbina snage 238,5 kW pokretala je generator izmjenične dvofazne struje, snage 320 kVA, koji je bio povezan dalekovodom napona 3 000 V i duljine 11 km s transformatorskom stanicom u Šibeniku. Tom je elektranom, zapravo, započelo iskorištavanje vodnih snaga za proizvodnju električne energije u Hrvatskoj. Ulaganjem hrvatskog i slovenskog kapitala izgrađena je 1982. u Sloveniji Nuklearna elektrana Krško s instaliranom snagom 660 MW. Ukupna instalirana snaga Hrvatske elektroprivrede bila je 1999. na pragu elektrana 3 820 MW, od čega 2 076 MW u hidroelektranama i 1 744 MW u termoelektranama, a ukupna proizvodnja električne energije iznosila je 11 299 GWh.
| Proizvodni kapaciteti                                                                                   |                                 |                                               |                                               |
| Hidroelektrane                                                                                          |                                 |                                               |                                               |
| Akumulacijske                                                                                           | Raspoloživa snaga (MW)          | Protočne                                      | Raspoloživa snaga (MW)                        |
| HE Zakučac                                                                                              | 486                             | HE Varaždin                                   | 86,5                                          |
| RHE Velebit                                                                                             | 276 / (-240)                    | HE Dubrava                                    | 77,8                                          |
| HE Orlovac                                                                                              | 237                             | HE Čakovec                                    | 77,4                                          |
| HE Senj                                                                                                 | 216                             | HE Gojak                                      | 55,5                                          |
| HE Dubrovnik                                                                                            | 2x108*                          | HE Rijeka                                     | 36                                            |
| HE Vinodol                                                                                              | 90                              | HE Miljacka                                   | 24                                            |
| HE Peruča                                                                                               | 60                              | HE Jaruga                                     | 7,2                                           |
| HE Kraljevac                                                                                            | 46,4                            | MHE Golubić                                   | 6,5                                           |
| HE Đale                                                                                                 | 40,8                            | MHE Ozalj                                     | 5,5                                           |
| HE Sklope                                                                                               | 22,5                            | mHE Krčić                                     | 0,3                                           |
| CS Buško Blato                                                                                          | 7,5/4,2 (-10,2/-4,8)            |                                               |                                               |
| CHE Fužine                                                                                              | 4,6 (-5,7)                      |                                               |                                               |
| HE Zavrelje                                                                                             | 2                               |                                               |                                               |
| RHE Lepenica                                                                                            | 0,8 (-1,2)                      |                                               |                                               |
| MHE Zeleni vir                                                                                          | 1,7                             |                                               |                                               |
| - Jedan agregat HE Dubrovnik radi za BiH CS: crpna stanica CHE: crpna HE RHE: reverzibilna HE           |                                 |                                               |                                               |
| |                                 |                                               |                                               |
| Termoelektrane                                                                                          | Raspoloživa snaga na pragu (MW) | Gorivo                                        | Gorivo                                        |
| TE Sisak                                                                                                | 396                             | loživo ulje / prirodni plin                   | loživo ulje / prirodni plin                   |
| TE-TO Zagreb                                                                                            | 312 / 400 MWt                   | prirodni plin / loživo ulje                   | prirodni plin / loživo ulje                   |
| TE Rijeka                                                                                               | 303                             | loživo ulje                                   | loživo ulje                                   |
| TE Plomin (A)                                                                                           | 110                             | kameni ugljen                                 | kameni ugljen                                 |
| EL-TO Zagreb                                                                                            | 90 / 184 MWt                    | prirodni plin / loživo ulje                   | prirodni plin / loživo ulje                   |
| TE-TO Osijek                                                                                            | 90 / 124 MWt                    | loživo ulje / prirodni plin / ekstralako ulje | loživo ulje / prirodni plin / ekstralako ulje |
| KTE Jertovec                                                                                            | 83                              | prirodni plin / ekstralako ulje               | prirodni plin / ekstralako ulje               |
| TE Plomin (B)*                                                                                          | 192                             | ugljen                                        | ugljen                                        |
| *U vlasništvu TE Plomin d.o.o. (HEP d.d. : RWE Power - 50% : 50%); O&M ugovor s HEP-Proizvodnjom d.o.o. |                                 |                                               |                                               |

Tablica 1.1 elektrane u Republici Hrvatskoj
Republika Hrvatska nije istovrsna po elektroenergetskom višku ili manjku, nego postoje dijelovi RH koji su podmiruju vlastitu potrošnju i daju struju i za druge krajeve, dok postoje krajevi kojima vlastiti elektroenergetski izvori nisu dostatni. Primjerice, južna područja Republike Hrvatske pokrivaju vlastitu potrošnju iz vlastitih izvora. Bilježe veću potrošnju samo onda kad znatnije zahladi, pa su kućanstva upućena na povećano korištenje električne struje, ili za većih sparina, kad znatnije rade klimatizacijski uređaji. Glavni razlog dostatnosti vlastite proizvodnje je taj što su se ugasili veliki industrijski potrošači, koji su prije Domovinskog rata trošili iznimnu količinu struje: tvornice TLM i TEF u Šibeniku, Dalmacija u Dugom Ratu te Jugovinil u Kaštel Sućurcu, koje su prije rata trošile više od 2 milijarde kWh struje godišnje. Drugi je razlog što se u tim krajevima nalaze najveća hidroelektrana u Hrvatskoj, HE Zakučac, a indikativno je da je zabilježeno kako su čak i za dugotrajnih sušnih razdoblja 2001. godine hidroelektrane na slijevu Cetine, Krke i Zrmanje te HE Dubrovnik i mala HE Zavrelje proizvele više od 3700 milijuna kilovatsati, od čega sam Zakučac 1700 milijuna, Orlovac 436 milijuna, a RHE Velebit 295 milijuna, što je dokazalo kako su besmislene, nepromišljene i štetne ideje o izgradnji nuklearnih elektrana u tim turističkim krajevima Hrvatske, na sasvim poroznom krškom tlu bogatom pitkom vodom.

## Elektrane i okoliš
Na okoliš vrlo nepovoljno utječu termoelektrane. Kod termoelektrana (klasičnih-hlađenih) dva su osnovna učinka koji utječu na onečišćenje okoliša. Prvi i osnovni je učinak koji nastaje zbog izgaranja fosilnih goriva. Drugi i manje bitni jest toplinsko onečišćenje rijeka ili jezera. Kod izgaranja u atmosferu se ispuštaju plinovi kao što su CO2, CO, NOX, SO2, različiti ugljikovodici (CmHn). Od svih navedenih ugljik dioksid (CO2, ) i voda (H2O) nisu direktno otrovni za ljude. No oni izravno utječu svojom koncentracijom na zagrijavanje atmosfere (apsorpcija toplinskog zračenja u atmosferi). Nuklearne elektrane isto tako proizvode otpad. Jedna vrsta je radioaktivni otpad, dok je druga vrsta otpada vruća voda. Najveći problem se javlja pri skladištenju radioaktivnog otpada. Otpad se mora skladišti u specijalnim bazenima ili suhim kontejnerima, a njegovo razlaganje je prilično dugo. Najpovoljniji tipovi elektrana s ekološkog stajališta su hidroelektrane, vjetroelektrane i solarne elektrane. One ne zagađuju okoliš s obzirom na to da se koriste obnovljivim izvorima energije. U cilju zaštite okoliša, sve veći naglasak stavlja se upravo na elektrane na obnovljive izvore, a u budućnosti, realno je za očekivati da će one preuzeti proizvodnju većine električne energije u svijetu.

## Hrvatska i oprema za elektrane
Hrvatska strojogradnja i elektroenergetika je ugledna u svjetskim okvirima. Hrvatski se generatori ugrađuju u hidroelektrane diljem svijeta. Poznat je hrvatski proizvođač Končar-Inženjering za energetiku i transport (KET) čija su postrojenja isporučena (cijela oprema za hidroelektrane) u BiH, Indiji, a opremu prodaje po Albaniji, Islandu, Kanadi, Kostarici, Makedoniji, SAD-u i tako dalje.

## Vanjske poveznice
- HEP Proizvodnja   Arhivirana inačica izvorne stranice od 4. listopada 2009. (Wayback Machine)